# Parahexapus
Parahexapus is een geslacht van kreeftachtigen uit de klasse van de Malacostraca (hogere kreeftachtigen).

## Soort
- Parahexapus africanus Balss, 1922